# Сибиряк (поезд)
«Сибиряк» — скорый фирменный поезд Западно-Сибирской железной дороги сообщением Новосибирск — Москва — Новосибирск. В связи с низким пассажиропотоком в 2014 году поезд был отменён.

## История
Скорый фирменный пассажирский поезд № 025Н/026Н «Сибиряк» Западно-Сибирской железной дороги сообщением Новосибирск — Москва — Новосибирск начал свою историю в 1965 году. Протяжённость маршрута составляла 3303 км и занимала 43 часа 45 минут при следовании из Новосибирска в Москву и 43 часа 33 минуты в обратную сторону. Весь маршрут следования электрифицирован. В середине 1980-х годов поезд находился в пути 48 часов. Маршрут поезда несколько раз незначительно менялся. Неизменно из Москвы поезд отправлялся с Ярославского вокзала.
9 июня 2014 года был отменён из-за снижения пассажиропотока.
Остановки по пути следования поезда:
- Москва
- Ярославль
- Киров
- Балезино
- Пермь
- Екатеринбург
- Тюмень
- Омск
- Новосибирск

## Подвижной состав
Состав формировался в городе Новосибирске и состоял из:
- плацкартных вагонов (54 места в каждом);
- купейных вагонов (36 мест в каждом вагоне);
- вагонов СВ (18 мест в каждом вагоне);
- вагонов повышенной комфортности;
- вагона-ресторана;
- штабного вагона (36 мест).

На протяжении пути состав вели электровозы ЧС7, ЧС2, ЧС2К, ЧС4Т, ЭП2К.
Окраска вагонов поезда не менялась более сорока лет: вагоны поезда окрашены в тёмно-зеленый цвет, межоконное пространство в жёлтый, над и под окном белые полосы, под крышей вагонов надпись белыми буквами «Сибиряк».